# Антон Кохановський
Антон Кохановський (нім. Anton Kochanowski von Stawczan; 17 листопада 1817, Тернопіль — 10 вересня 1906, Чернівці) — громадсько-політичний діяч Буковини, барон, 26 років перебував на посаді бургомістра і 42 роки був депутатом міської ради Чернівців.

## Життєпис
Народився 17 листопада 1817 року у Тернополі в сім'ї дрібного службовця польського походження.
У 1823 році батьки переїхали до Чернівців, де юний Антон здобував середню освіту. Навчання продовжив на правничому факультеті Львівського університету, потім працював у Станіславі. 1850 року Кохановський повернувся до Чернівців, де став адвокатом, а вже через 18 років очолив Буковинську палату адвокатів.
1864 року А. Кохановського було обрано депутатом першого складу міської ради. Завдяки організаторським здібностям, цілеспрямованості й виваженості, вмінню спрямовувати роботу колег у конструктивне русло в 1866 р. депутати обрали його бургомістром.
Через два роки А. Кохановський обирається депутатом Буковинського ландтагу (сейму) і заступником крайового старости (голови ландтагу). Очолює виконавчий комітет вищого органу крайового самоврядування Буковини. У 1871 році його було обрано послом (депутатом) Державної Ради Австрії (парламенту), а навесні 1874-го депутати ландтагу обрали Кохановського крайовим старостою. Він склав із себе обов'язки бургомістра, проте залишився депутатом міської ради.
Антон Кохановський на крайовому та державному рівнях послідовно відстоював інтереси Чернівців й активно лобіював проект заснування Чернівецького університету. З його ініціативи в 1874—1875 рр. було споруджено Буковинський ландтаг (нині — Міський палац школярів і юнацтва), відкриття якого відбулося 4 жовтня 1875 р. у формі урочистого прийому з нагоди заснування університету.
Антон Кохановський працював на посаді крайового старости до 1884 р. Йому йшов 70-й рік, коли помер бургомістр Вільгельм фон Клімеш. Депутати міської ради навесні 1887 р. знову обрали його бургомістром Чернівців.
Розуміючи, що місто не може розвиватися без водогону, каналізації, електромережі й громадського електротранспорту, Кохановський шляхом конкурсу організував будівництво водогінної системи й каналізації, які було здано в експлуатацію 2 листопада 1895 р. Як наслідок, значно поліпшився санітарний стан будинків і вулиць. Одночасно будувалася електростанція і проводилася електрифікація. 5 лютого 1896 р. на центральних вулицях уперше засяяло електричне світло, а 3 березня вже й у ратуші «була саля нарад вперше електрична освітлена. З тої нагоди зробили радники овацію своєму Бурмистрови». 18 липня 1897 р. у місті розпочався трамвайний рух. А. Кохановський був президентом Чернівецького товариства електростанції і трамваю, адже ці підприємства, збудовані на комунальні кошти, перебували в комунальній власності.
Згодом міська рада на чолі з А. Кохановським ухвалила покрити вулиці бруківкою, на що було виділено значні кошти. Вінцем діяльності бургомістра стало спорудження нового театру. Провідні банки надали місту, яке динамічно розвивалося, солідні кредити, що дозволило у рекордні строки — за 15 місяців — збудувати театр, який за архітектурою та інтер'єрами належить до найкращих театральних споруд Європи.
За посадою Антон Кохановський упродовж багатьох років очолював Міську раду шкільництва, Місцеву санітарну раду, Раду у справах нужденних і Фонд нужденних. Він був членом правлінь фінансово-промислових установ, створених за участю міської ради, зокрема Буковинської ощадної каси. За його сприяння у 1900—1901 рр., було збудовано прекрасне приміщення дирекції цієї першої (за часом створення) у Чернівцях і на Буковині банківської установи (нині — Художній музей). Бургомістр був також віце-президентом (акційного) Товариства місцевих залізниць Буковини.
Ще на початку 60-х років XIX ст., коли було дозволено створювати громадські організації, Кохановський став членом-засновником, а згодом і головою Товариства плекання музичного мистецтва на Буковині, або Музичного товариства, завдяки старанням якого у Чернівцях було збудовано концертний зал (нині — філармонія). Він належав до ініціаторів створення і був головою Товариства прикрашення Чернівців, яке ставило за головну мету озеленення міста. А. Кохановський і члени товариства досягали цієї мети, головним чином, за членські внески — власні кошти. Вони заклали теперішній парк ім. Ю. Федьковича, скверик на розі вулиць Головної і Шкільної тощо. А. Кохановський був членом-засновником і заступником голови Буковинського промислового музею — своєрідної виставки досягнень Буковини, починаючи від народних промислів і закінчуючи виробами місцевих промислових підприємств. Він активно сприяв будівництву приміщення цього музею (нині — відділення Укрсоцбанку).

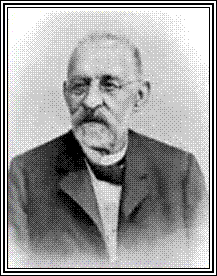
Антон Кохановський

Навесні 1905-го, на 88-му році життя, Антон Кохановський звернувся до міської ради з проханням увільнити його від обов'язків бургомістра, які він виконував упродовж 26 років. Поціновуючи заслужену людину, депутати одноголосно ухвалили надати А. Кохановському звання почесного президента (українці казали — посадника) Чернівців. Подякувавши колегам, він сказав, що має вже багато нагород і титулів, але цей вважає найвищою відзнакою своєї довголітньої праці. Незважаючи на похилий вік, він продовжував виконувати обов'язки депутата міської ради.
Згідно з адресними книгами, які видавалися з 1895 р., останні 11 років життя Антон Кохановський проживав у будинку на Центральній площі, 5. Там же він відійшов у вічність, вночі проти 10 вересня 1906 р. За три дні до 42-ї річниці його депутатської діяльності. Його з почестями поховали в родинному склепі на території нинішнього заповідника «Кладовище на вул. Зеленій».

## Особистість
Завдяки надзвичайній працездатності й працелюбності досяг високих посад, нагород, титулів і чималих статків, купивши помістя Ставчани (звідси — шляхетський додаток фон Ставчан). Та він залишався скромною і виваженою людиною, яка вбачала сенс життя не у власному збагаченні, а в діяльності, спрямованій на досягнення конкретних і вагомих для суспільства результатів. Будучи глибоко віруючим, Кохановський відзначався толерантністю і співчутливим ставленням до людей інших конфесій, не шкодував коштів на допомогу нужденним. Під час голоду й епідемії 1865—1866 рр., коли лише в Чернівцях померло 2276 осіб, він наказав виловити всю рибу зі ставків, що були в маєтку, привезти до міста і роздати людям. Як голова Фонду для нужденних жертвував значні суми, які призначалися для лікування важко хворих чернівчан. Він подарував міській раді великий годинник чеського виробництва, що світився уночі. Встановлений на фронтоні ратуші, він і досі слугує чернівчанам.

## Відзнаки та нагороди
Антон Кохановський отримав від імператора Франца-Йосифа І шляхетство (1873 р.) і титул барона (1898 р.), був нагороджений цісарем орденами Залізної Корони III ступеня (1872) Франца Йосифа (1875), Залізної Корони II ступеня (1884), російським урядом — за допомогу при гасінні пожежі у м. Новоселиці — орденом Св. Анни II ступеня (1888 р.), папським орденом Св. Георгія із зіркою та званням Командора ордену (1898), на його честь назвали одну з центральних вулиць міста. Проте найбільшою відзнакою було звання почесного президента Чернівців та почесного громадянина міста (1889).
Крім того, Антон Кохановський був почесним членом різноманітних товариств.